# Evolution Studios
Evolution Studios était un studio de développement de jeu vidéo basé à Runcorn dans le comté de Cheshire, en Angleterre. Fondé en 1999 par Martin Kenwright et Ian Hetherington, le studio développe les jeux de course de la série World Rally Championship et MotorStorm. Il possédait un studio satellite, Bigbig Studios, basé à Warwickshire.
En septembre 2007, les studios sont acquis par Sony Computer Entertainment. Cependant Sony annonce la fermeture de Bigbig Studios en janvier 2012. En mars 2015, le studio est victime de 55 suppressions de postes en raison du lancement chaotique et des problèmes de serveurs du jeu de course DriveClub.
Le 22 mars 2016, Sony annonce la fermeture du studio.

## Histoire de la compagnie
Martin Kenwright est le fondateur de Digital Image Design (D.I.D.), un studio anglais spécialisé dans les simulations de vol dans les années 1990. Ian Hetherington est le fondateur de Psygnosis, une société d'édition et de développement de jeu vidéo fondée en 1984.

## Productions
| Titre                                | Date de Sortie | Plateforme                      |
| ------------------------------------ | -------------- | ------------------------------- |
| WRC: World Rally Championship        | 2001           | PlayStation 2                   |
| WRC II Extreme                       | 2002           | PlayStation 2                   |
| WRC 3                                | 2003           | PlayStation 2                   |
| WRC 4                                | 2004           | PlayStation 2                   |
| WRC avec Sébastien Loeb édition 2005 | 2005           | PlayStation 2                   |
| MotorStorm                           | 2006           | PlayStation 3                   |
| MotorStorm: Pacific Rift             | 2008           | PlayStation 3                   |
| MotorStorm: Apocalypse               | 2011           | PlayStation 3                   |
| MotorStorm: RC                       | 2012           | PlayStation 3, PlayStation Vita |
| DriveClub                            | 2014           | PlayStation 4                   |